# Mainzer Akkord
Der Mainzer Akkord war ein Waffenstillstandsvertrag vom 12. April 1621 in der ersten Phase des Dreißigjährigen Krieges für das Gebiet der   Kurpfalz. Der Widerstand der protestantischen Fürsten gegen die habsburgischen Mächte Österreich und Spanien brach zusammen, mit dem Mainzer Akkord erklärten die Fürsten die Protestantische Union für aufgelöst.

## Reichsacht über Pfalzgraf FriedrichV.
Nach dem Prager Fenstersturz vom 23. Mai 1618 verweigerten die protestantischen Stände dem späteren katholischen Kaiser Ferdinand II. aus Furcht vor einer Rekatholisierung die Anerkennung und wählten stattdessen 1619 den protestantischen Kurfürsten Friedrich V. von der Pfalz zum böhmischen König. Ferdinand II. wurde im August 1619 von den Kurfürsten in Frankfurt zum Kaiser des Heiligen Römischen Reiches gewählt. Am 3. Juli 1620 unterzeichnete Joachim Ernst Markgraf von Brandenburg-Ansbach, als Führer der protestantischen Unionstruppen den Ulmer Vertrag, in dem sie ihre Neutralität erklärte und die Unterstützung Friedrichs V. ablehnte. Die Armee des „Winterkönigs“, der nur etwas mehr als ein Winter regierte, wurden im November 1620 bei der Schlacht am Weißen Berg von dem kaiserlichen Heer vernichtend geschlagen. Friedrich floh und verlor nicht nur seine Krone, sondern auch seine Kurwürde und die Oberpfalz an Bayern. Am 29. Januar 1621 verhängte Ferdinand II. die Reichsacht über Friedrich V. und übertrug sein Kaiserwahlrecht auf Maximilian. Das einzige Heer, auf das er sich noch stützen konnte, war die Armee des Grafen Peter Ernst II. von Mansfeld, der seit Frühjahr 1621 dem geächteten Friedrich V. als Heerführer im Kampf um die Kurpfälzer Stammlande gegen den Kaiser und dessen Verbündete (Spanien, Bayern und die Liga) diente.

## Spinola rückt in die Unterpfalz vor
Marqués de los Balbases Ambrosio Spinola wurde mit Marschbefehl vom 23. Juni 1620 zur Unterstützung des Kaisers Ferdinand II. von der spanischen Verwandtschaft der Habsburger gegen die protestantischen Reichsfürsten abgesandt und drang mit 23.000 spanischen Soldaten, die in den südlichen Niederlanden (Flandern) stationiert waren, in die Kurpfalz ein. Der Entschluss zum Einmarsch war bereits Ende 1619 in Brüssel gefasst worden. Kaiser Ferdinand II. verhängte im Januar 1621 die Acht über Friedrich von der Pfalz und verstieß damit vorsätzlich gegen den Eid, den er bei seiner Krönung in Frankfurt abgelegt hatte. Die Protestantische Union, als politisch-militärischen Vereinigung protestantischer Fürsten zum Schutz ihrer Privilegien und Interessen, tagte im Februar 1621 in Heilbronn und protestierte formell gegen Ferdinands Vorgehen. Davon unbeeindruckt gab Ferdinand II. unter Berufung auf den Reichsfrieden den Befehl, die protestantischen Truppen der Union aufzulösen. Das militärisches Druckmittel zur Durchsetzung dieser Absicht waren Spinolas Truppen.

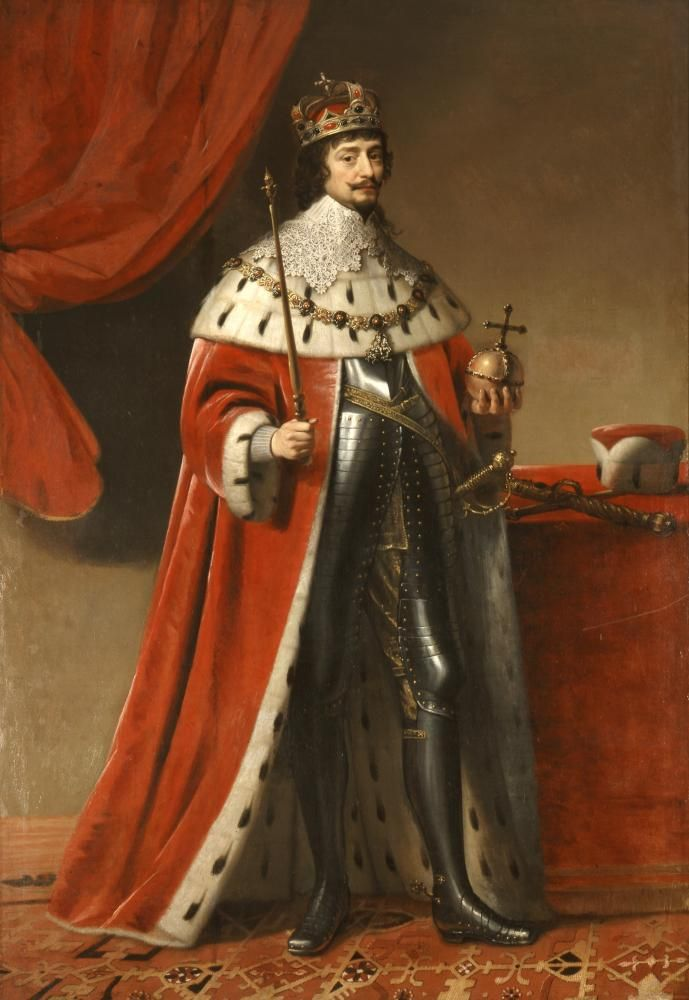
Kurfürst Friedrich V.
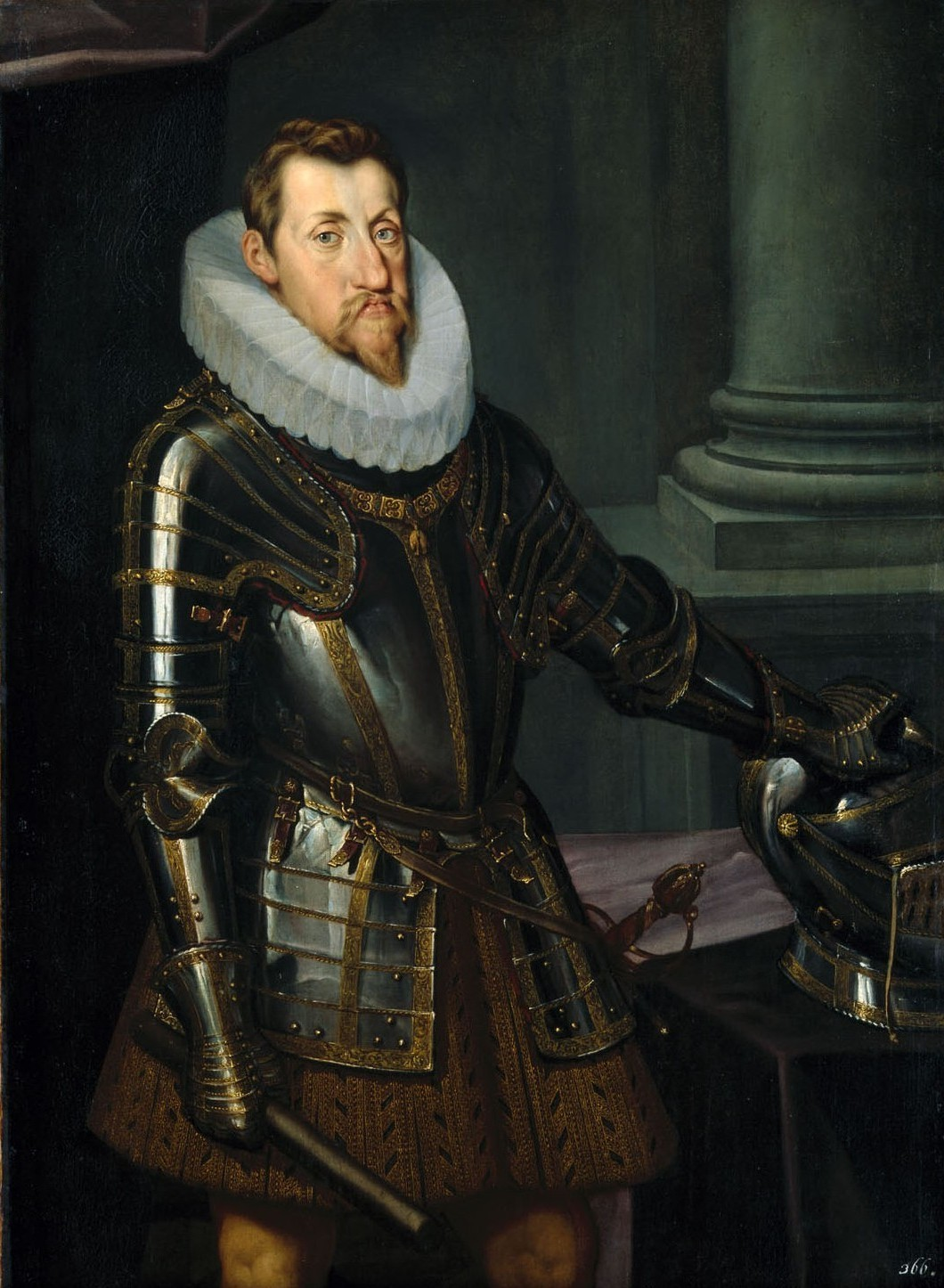
Kaiser Ferdinand II.
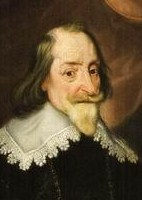
Herzog Maximilian I.
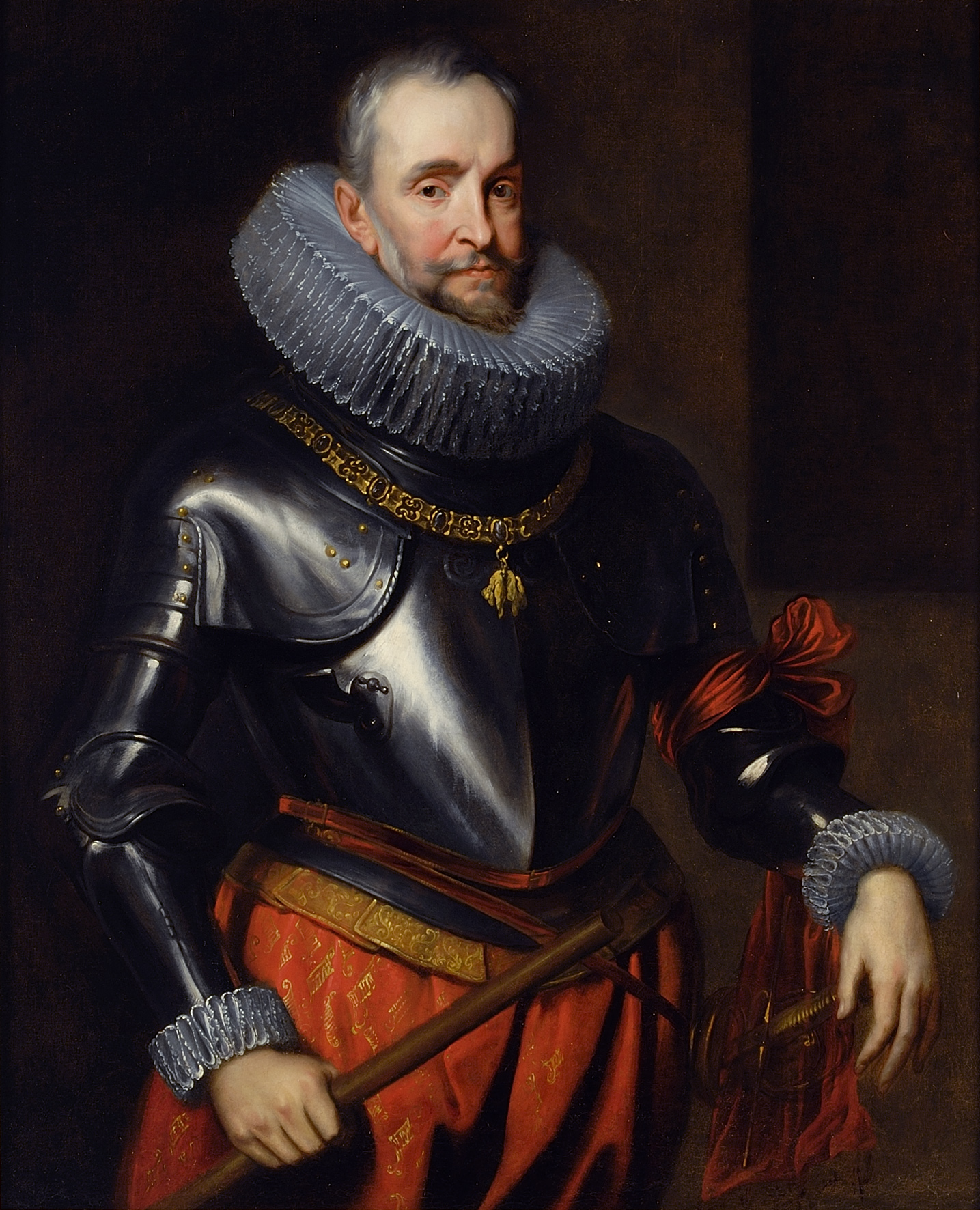
Marqués Ambrosio Spinola
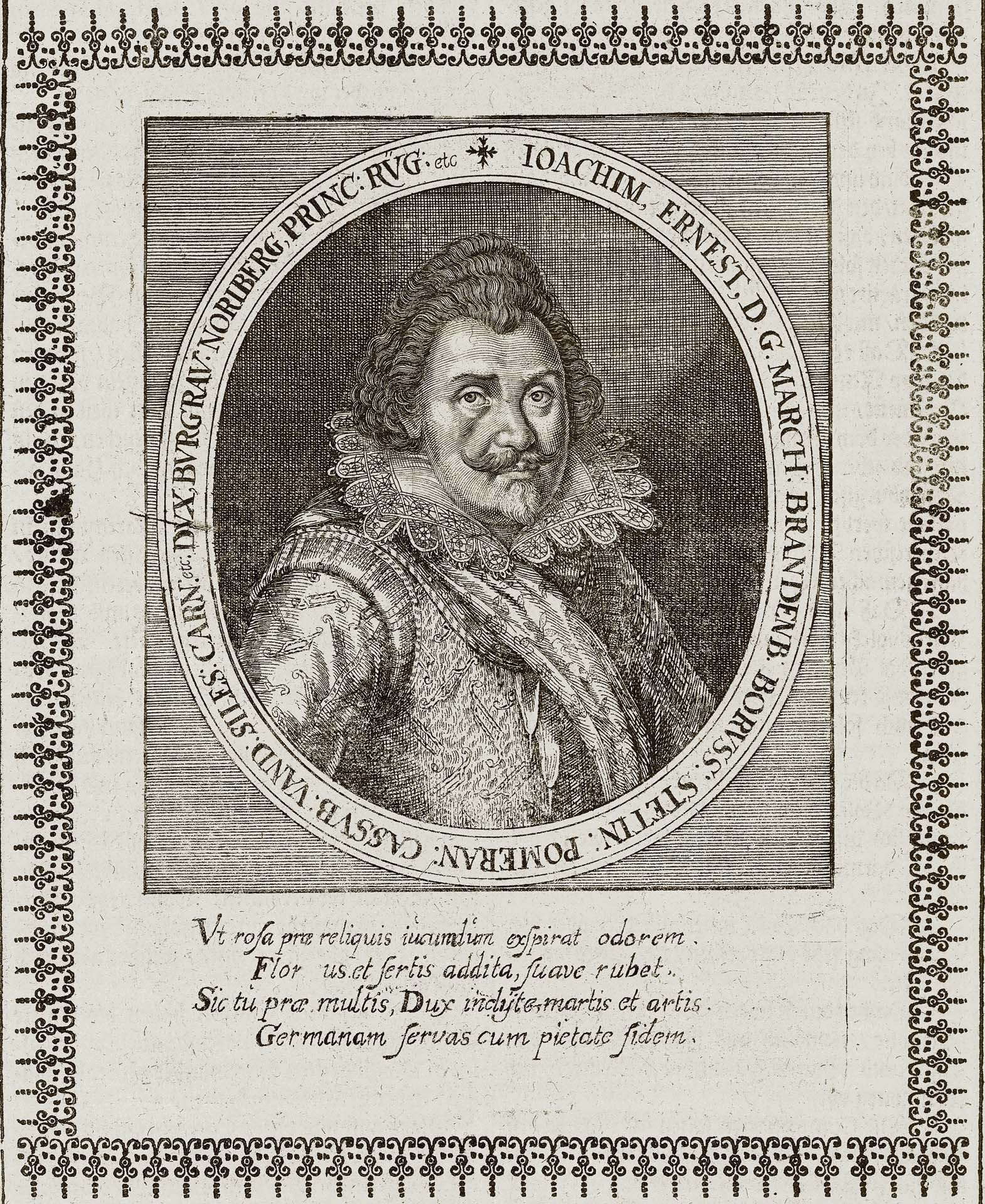
Markgraf Joachim Ernst von Ansbach
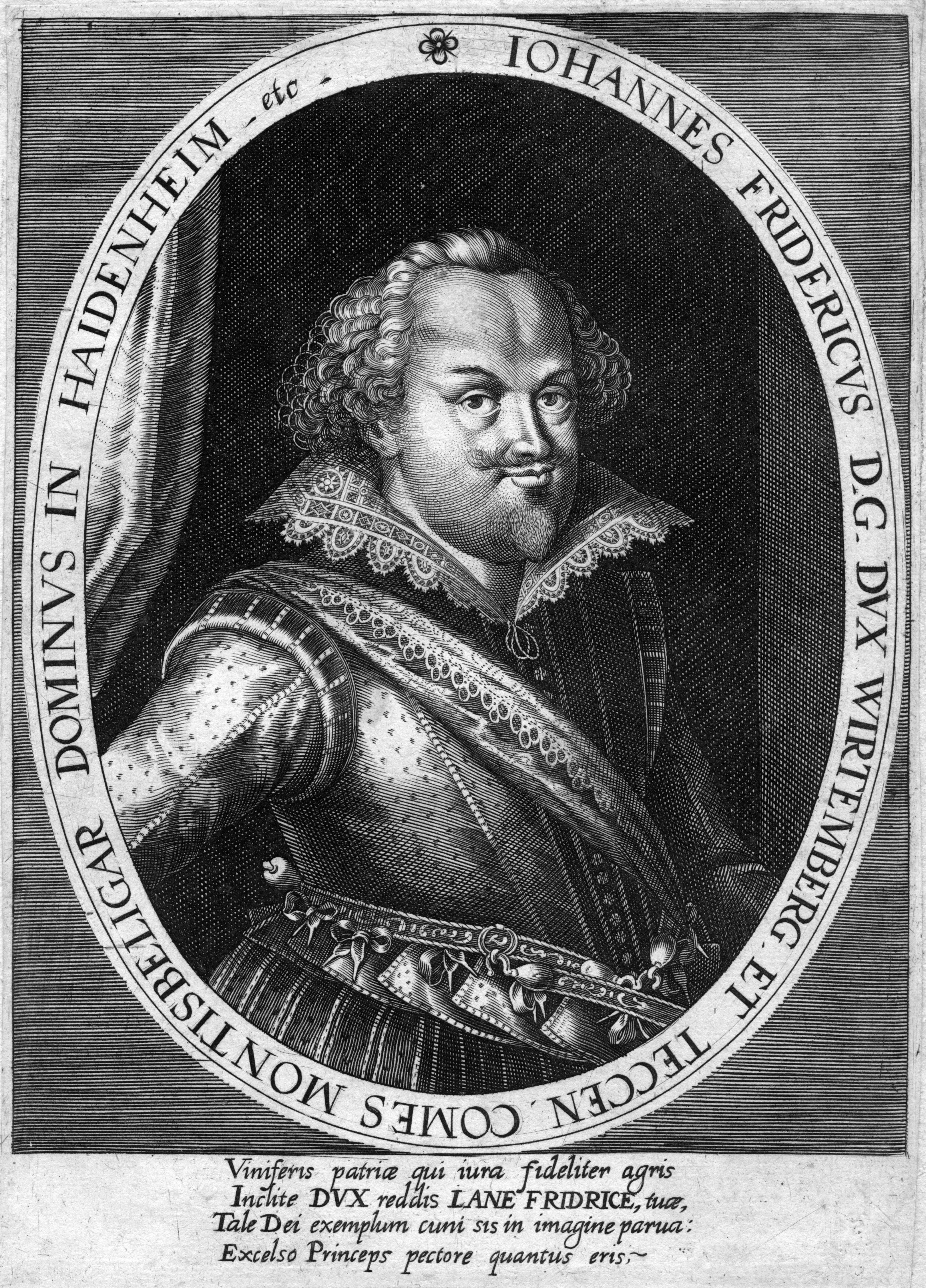
Herzog Johann Friedrich von Württemberg
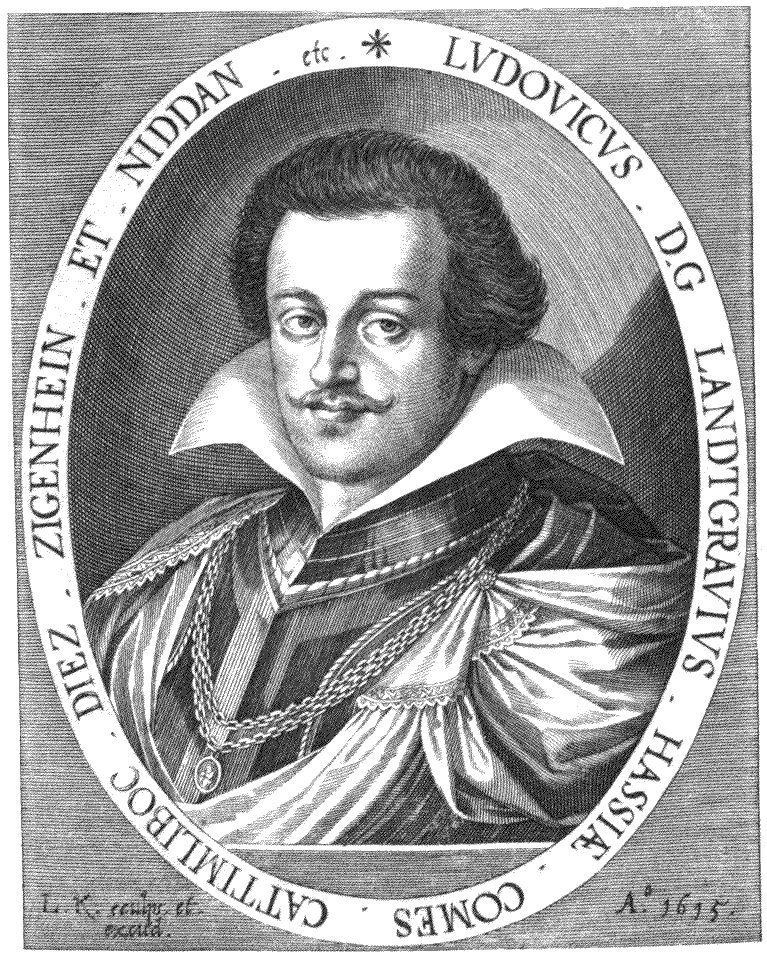
Landgraf Ludwig V.
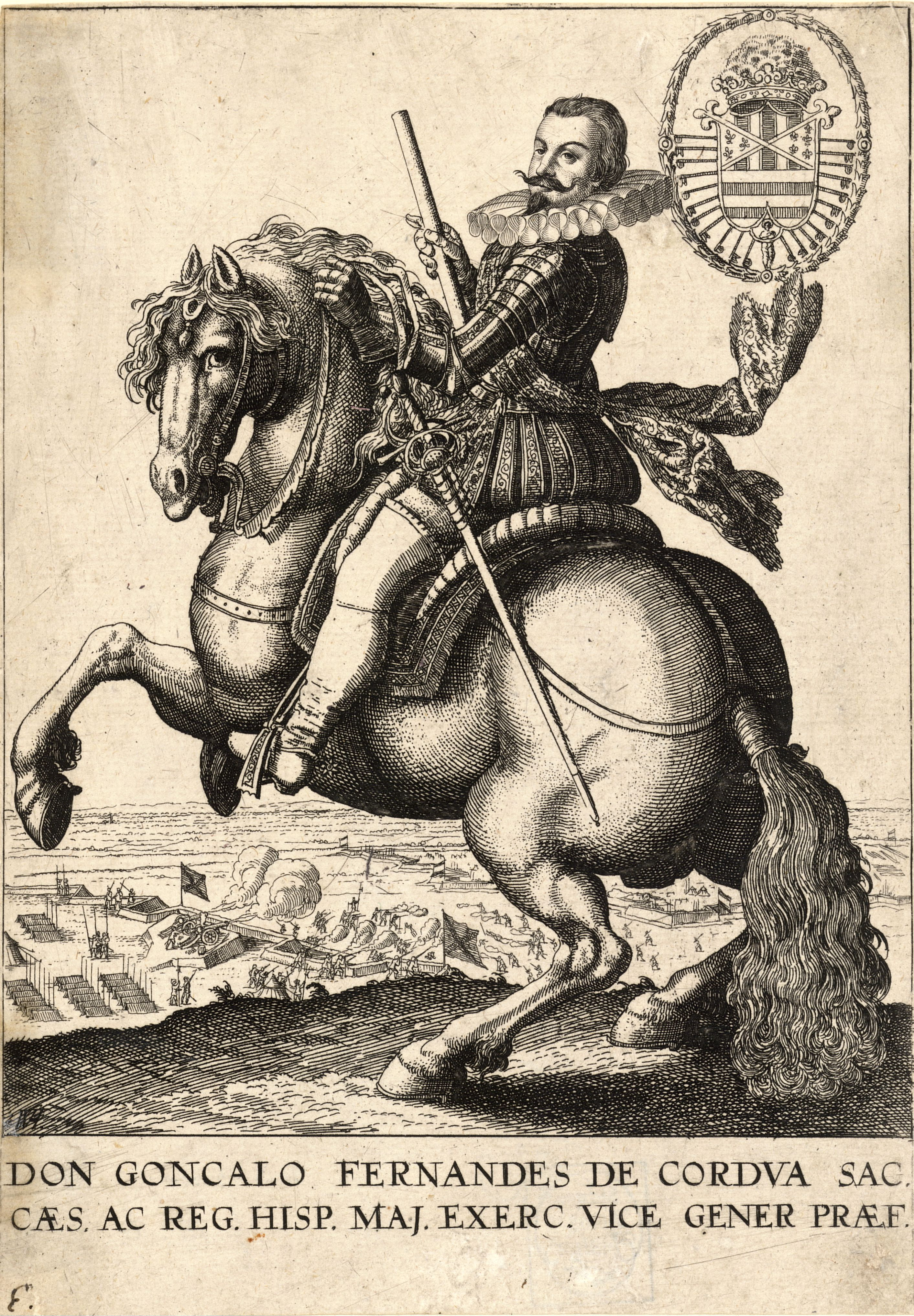
General Córdoba

## Waffenstillstandsverhandlungen
Die Union hatte sich am 2. März 1621 in Heilbronn auf Verhandlungen mit dem Kaiser geeint und wollte deshalb mit Spinola einen Waffenstillstand abzuschließen. Der Beschluss kam Moritz Landgraf von Hessen-Kassel und die wetterauischen Grafen zu spät, sie hatten bereits auf eigene Faust zur Abwendung eines drohenden Ruins Verhandlungen mit Spinola angeknüpft. Die Wetterauer kamen zuerst zum Ziel und boten die Zahlung von 150 Römermonaten an. Die Verhandlungen mit Hessen-Kassel am 7. Februar 1621 in Bingen, wo Spinola sein Hauptquartier aufgeschlagen hatte, liefen nicht so glatt ab. Spinola hätte sich weder um die Union noch deren Verfassung gekümmert und ebenso wenig den Landgrafen von Hessen-Kassel angegriffen, wenn sie die verhängte Reichsexekution des Pfalzgrafen nicht verteidigt hätten: „Der Kaiser müsse alle Fürsten, die seinen Gegner mit Geld, Munition und Mannschaft unterstützen, für seine Feinde ansehen und dem gemäß behandeln. Wolle der Landgraf nicht als Feind gelten, so müsse er sein Kriegsvolk augenblicklich abrufen“. Die Kasseler Gesandten versuchten vergeblich dieser Drohung mit der Ausrede zu begegnen, dass die Unterstützung des Pfalzgrafen nicht wider den Kaiser gemeint sei.
Nun wurden die Verhandlungen von der Union selbst aufgenommen und für die Räumung der Pfalz bot man dem Kaiser im Namen des Pfalzgrafen die Abtretung der böhmischen Krone an. Mit diesem Entwurf über einen vorläufigen Waffenstillstand wurde eine Gesandtschaft nach Wien und eine zweite an Spinola geschickt. Mit den Verhandlungen über einen Waffenstillstand wurde am 16. März 1621 Joachim Ernst Markgraf von Ansbach betraut, der sich zu diesem Zweck in das südhessische Zwingenberg begab und sich dort mit dem als Vermittler bestellten Landgraf Ludwig V. zu verständigen. Nach einer weiteren Zusammenkunft in Weinheim schloss sich auch der Johann Friedrich Herzog von Württemberg an. Die beiden Unionsfürsten legten einen neuen Vertragsentwurf vor, in dem sie verlangten, dass vom 18. März angefangen, ein sechs Wochen lang gültiger Waffenstillstand abgeschlossen werde. In dieser Zeit soll fremdem Kriegsvolk kein Zugang über die Reichsgrenze und keine Truppenbewegungen in Deutschland gestattet sein. Dafür versprachen sie, dass der Pfalzgraf innerhalb dieses Zeitraumes für sich und im Namen seines Sohnes auf die böhmische Krone verzichten und dem Kaiser Abbitte leisten werde. Sie ließen es nicht bei diesen Anbiederung, sondern wollten auch der über den Pfalzgrafen verhängten Acht Rechnung tragen und in eine vorläufige Sequestration der Kurpfalz einwilligen. Sollte der Pfalzgraf auf diese Bedingungen nicht eingehen wollen, so erbot sich die Union ihn seinem Schicksale zu überlassen.
Die beiden Unionsfürsten wollten den Vertrag mit einigen Forderungen zu Gebietsräumungen verbinden, Landgraf Ludwig glaubte aber nicht, dass der Kaiser auf diese Forderung eingehen werde und verlangte, dass die Union sich nicht beschweren solle, wenn vorläufig alles, was Spinola besetzt halte, sequestriert würde. Die beiden Fürsten willigten nach einigen Diskussionen in diese Forderungen ein. Der Landgraf glaubte jetzt sein Ziel erreicht zu haben und schickte einen seiner Räte in der sicheren Erwartung der Zustimmung mit dem vereinbarten Entwurf zu Spinola. Zur Beratung über die Aufstellung eines Sequesters reiste Ludwig zum Kurfürsten von Mainz. Spinola lehnte die angebotenen Bedingungen zu einem Waffenstillstand ab und verlangte, die Union solle sich von vornherein allen Maßregeln unterwerfen, die der Kaiser zu treffen für gut finden würde. Daraufhin schaltete Ludwig Johann Georg Kurfürst von Sachsen am 20. März 1621 ein, um die neu auftauchenden Schwierigkeiten aus dem Weg zu räumen und ersuchte ihn seinen Einfluss in Wien dazu zu verwenden, dass der Kaiser selbst den Waffenstillstand anordne und direkt mit einem abgesandten Rat zu verhandeln. Während die Waffenstillstandsfrage in der Schwebe stand, beeilte sich die Stadt Strassburg endgültig aus der Union auszuscheiden und teilte am 20. März 1621 diesen Entschluss durch zwei Gesandte, dem Kurfürsten von Mainz und Landgraf Ludwig mit, die sich in Aschaffenburg aufhielten. Diese Entscheidung sollte auch eine Signalwirkung auf weitere Unionsfürsten haben.

## Einwirken des englischen Königs
König Jakob I. unterstützte seinen Schwiegersohn Friedrich V. nach seiner Vertreibung aus Böhmen mit Geld und finanzierte die Truppen des Grafen von Mansfeld zur Rückeroberung der Pfalz nach der spanisch-habsburgischen Besetzung. Der englische König betraute am 14. März 1621 Henry Digby als sein Interessensvertreter für die angekündigte Friedensvermittlung. Zur Durchsetzung der halbherzigen Bemühungen Spinola zu einem Waffenstillstand zu bewegen, die Erzherzog Albrecht VII. von Habsburg bei Digbys Besuch in Brüssel an den Tag legte, reiste er zu Unterredungen von Flandern nach Spanien. König Jakob I. hatte wiederholt diplomatische Versuche zur Beruhigung des Konflikts unternommen und mehrere Vermittler, wie den Herzog von Buckingham, Carleton, Conway, Cottington, Weston oder Henry Wotton zu den verschiedenen Kriegsparteien entsandt. Noch vor der Kaiserwahl schickte er seinen Unterhändler Viscount Doncaster 9. Juni 1619 auf das Festland. Mit einem Empfehlungsschreiben von Erzherzog Albrecht VII. für dessen Vetter Ferdinand II., das er bei einem Halt in Brüssel ausgestellt wurde, begab sich Doncaster nach Heidelberg zur persönlichen Unterredung mit Pfalzgraf Friedrich. Er mied die Versammlung der Union, die zu dieser Zeit in Heilbronn stattfand. Im Anschluss an diese Gespräche reiste Doncaster von Heidelberg weiter nach München und ersuchte Herzog Maximilian, wie zuvor Erzherzog Albrecht, um die Förderung seiner Mission. Maximilian besorgte sich wegen der allgemeinen Verbreitung des Aufstandes über die österreichische Monarchie, dass er Ferdinand den Rat gab, einen annehmbaren Friedensvorschlag nicht von der Hand zu weisen. Doncaster traf am 17. Juli 1619 in Salzburg auf Ferdinand II., der sich auf dem Weg zur Kaiserkrönung nach Frankfurt befand, und erhielt die gewünschte Audienz. Er erklärte, dass er von seinem Herrn abgeschickt worden sei, um den böhmischen Streit zu einem Ausgleich zu bringen. Ferdinand, der nie an eine Befriedigung der Böhmen gedacht hatte, war nach den Erfolgen von Feldmarschall Charles Bonaventure de Longueval in Böhmen und nach dem kläglichen Scheitern von Heinrich Matthias von Thurn bei einem Angriff auf Wien, so voller Siegeshoffnung, dass ihm die englischen Bemühungen missfielen und diese klar ablehnte.

## Vertragsverhandlungen und Abschluss
Landgraf Ludwig beeilte sich die Erklärung der beiden Unionsfürsten dem Kurfürsten von Mainz zur Kenntnis zu bringen und da dieser glaubte, dass sich Spinola mit ihr zufriedengeben werde, reiste Ludwig am 5. April 1621 zu ihm nach Kreuznach. Als er dort anlangte, erfuhr er, dass auch sein Vetter von Hessen-Kassel sich gefügt hatte und sich von dem Pfalzgrafen trennen wolle, am 5. März 1621 schlossen seine Räte Vertrag zur Abberufung seiner Truppen aus der Pfalz ab. Spinola begab darauf in Begleitung Ludwigs nach Mainz, wo sich auch der Markgraf von Anspach als Obergeneral des Unionsheeres und der Herzog von Württemberg einfanden. Die letzten Besprechungen nahmen zwei volle Tage in Anspruch, da die Unionsfürsten das Interesse des Pfalzgrafen auch jetzt nicht völlig preisgeben wollten.
Trotz ihres Widerstand konnte keine günstigeren Bedingungen erwirken werden, außer dass Spinola versprach, dass er die Waffen bis zum 12. Juni 1621 ruhen lassen werde, wenn ihn der König von England vor dem 14. Mai um diese Verlängerung ersuchen und sich gleichzeitig für seinen Schwiegersohn verpflichten würde, dass dieser sich aller Feindseligkeiten gegen den Kaiser enthielte. Der Vertrag, der unter dem Namen „Accord“ bekannt wurde, bestimmte die Dauer des Waffenstillstandes bis zum 14. Mai unter der Bedingung der Neutralität der Union und Räumung der pfälzischen Gebiet, falls sich Pfalzgraf Friedrichs V. Nicht mit dem Kaiser versöhnen würde und die Exekution gegen ihn fortgesetzt werden müsste.
Als die Verhandlungen am 12. April 1621, um 19 Uhr beendet waren, ließen die Katholiken als Ausdruck ihrer Freude in Mainz alle Glocken läuten und feuerten Kanonenschüsse ab. Die Feierlichkeiten dauerten noch an den zwei folgenden Tagen an, wobei einmal der Kurfürst von Mainz, das andere Mal Spinola die Bewirtung leisteten. Die Unionsfürsten nahmen nur widerstrebend an den Gelagen teil.

## Auflösung der Union
Der Mainzer Akkord löste die Union von Friedrich V. von der Pfalz los, nur der Landgraf von Hessen-Kassel und der Markgraf von Baden bewahrten ihm eine treue Anhänglichkeit. Markgraf Joachim Ernst von Ansbach dagegen erteilte den gutgemeinten Ratschlag, dass dem Pfalzgrafen nichts anderes übrig bleibe, als den Kaiser um Verzeihung zu bitten. Markgraf Christian von Bayreuth beteiligte sich nicht einmal an diesem Ratschlag, sondern machte die Trennung von dem Pfalzgrafen offenkundig, indem er den pfälzischen Gesandten nicht nur seine Tür verschloss, sondern auch Freunde des Kaisers in Dresden aufsuchte, um über den Kurfürsten und die Union zu spotten. Johann Georg Kurfürst von Sachsen redete abfällig über das Auftreten der Union: „In Nürnberg zu freudig, in Ulm zu willig, in Mainz zu furchtsam“.
Pfalzgraf Friedrich V. von der Pfalz beurteilte den Akkord zum Abschluss des Waffenstillstands nicht abfällig und stimmte zu, auch weil er hoffte, dass die in Wien von der Union bereits im Februar 1621 angebahnten Friedensverhandlungen und die Intervention von Jakob I. ihm zur Rückerlangung seines Besitzes verhelfen würden. Diese Vertrauensseligkeit endete am 17. April 1621 mit der Mitteilung der kaiserlichen Entscheidung aus Wien, dass man die Acht gegen den Pfalzgrafen weiter durchführen wolle, um sich für die erlittenen Verluste schadlos zu halten, und lehnte alle Verhandlungen mit den Gesandten über einen etwaigen Frieden ab. Der Kaiser verlangte uneingeschränkten Gehorsam und wolle nur Gnade für die Union erteilen, „wenn sie sich ganz und gar vom Pfalzgrafen trennen würde“. Die Unionsgesandten waren durch die kaiserliche Antwort so eingeschüchtert, dass sie ihren Auftraggebern anrieten, sich dem Willen des Kaisers zu fügen, damit sie sich nicht mit dem des Pfalzgrafen selbst zu Grunde zu richten. Ferdinand II. bestätigte am 22. April 1621 den Mainzer Akkord und verzichtete auf weitere Angriffe zum Nachteil der Unionsfürsten, falls sie die Bedingungen einhielten.
Während die Unionsgesandten in Wien weilten, fassten die letzten Anhänger der Union am 10. Mai 1621 eine Schlusssitzung in Heilbronn in formeller Weise den Beschluss zur Auflösung der Union. Bei diesen Verhandlungen waren nur noch Ansbach, Baden, Württemberg und die Städte Nürnberg, Ulm, Worms und Speyer anwesend. Dieser Beschluss wurde unter vielfachen Entschuldigungen dem Pfalzgrafen mitgeteilt.

## Ende des Waffenstillstandes
Seit Mitte Juli 1621 hatte General Gonzalo Fernández de Córdoba das Kommando über die spanischen Truppen in der Unterpfalz, da Spinola mit dem Oberbefehl über das Heer betraut worden war. Die Waffenruhe in der Unterpfalz hielt bis in die zweiten Hälfte Septembers 1621. Die Schuld an den neuen Feindseligkeiten trug die pfälzische Partei. Die pfalzgräflichen Truppen litten „größte Not“ und drangen im August 1621 in einige dem Bischof von Speyer gehörige Ortschaften ein, um sich die nötigen Lebensmittel zu verschaffen. Als General Córdoba von diesem Überfall hörte, man er die Gelegenheit wahr und ging nicht nur zum Schutz der speyerischen Besitzungen vor, sondern ging zum Angriff über, indem er das in unmittelbarer Nähe des Rheins gelegene Schloss Stein überfiel und in seine Gewalt brachte. Der Verlust dieses Platzes erschreckte die Anhänger des Pfalzgrafen, weil die Spanier dadurch einen Stützpunkt am rechten Rheinufer gewannen.
Am 22. September 1621 entschied sich Córdoba zur Sicherung des Proviantes für den Angriff auf Kaiserslautern. Er leitete den Angriff dadurch ein, dass er sich mit dem Gros seiner Truppen bei Dürkheim aufstellte, um zu verhindern, dass der Feind von Frankenthal oder Mannheim her Kaiserslautern zu Hilfe kommen könnte. 1. Oktober 1621 begann die Besatzung, bereits am zwei Tage später wurde die Stadt übergeben. Einige Tage früher hatten sich die Spanier auch verschiedener Plätze auf der Bergstraße, darunter die Burg Starkenburg bemächtigt. Die Truppen von Mansfeld, die bislang in Kämpfen in der Oberpfalz und Böhmen gebunden waren, konnten Ende Oktober 1621 die Belagerung der pfälzischen Festung Frankenthal durch die Truppen des spanischen Generals Córdoba beenden, um im Anschluss im Elsass zu überwintern.